# 幸福輪
幸福輪（SHING FU）是高雄市輪船公司於2009年引進的柴油驅動渡輪。為了迎接2009年世界運動會淘汰老舊渡輪而購置，以港都輪為藍圖建造，2009年7月6日與平安輪一同下水同時首航。主要航行鼓山輪渡站往返旗津輪渡站的交通通勤線。

## 概要

### 引進簡史
2008年為了迎接2009年世界運動會所帶來的觀光人潮，高雄市輪船公司為此淘汰老舊的渡輪換新門面，採購了4艘渡輪，一艘以中洲一號為藍圖建造，另外三艘以港都輪為藍圖建造。2008年12月舉辦船名命名活動，以中洲一號為藍圖建造的渡輪命名為平安輪，以港都輪為藍圖建造的渡輪分別命名為幸福輪、健康輪以及快樂輪。在正式加入營運後，一同淘汰屆齡的中洲一號、中洲二號、港都輪以及小港一號。

### 營運
幸福輪主要航行鼓山輪渡站往返旗津輪渡站的交通通勤線，營運初期曾於假日航行真愛碼頭往返旗津輪渡站以及新光碼頭往返旗津輪渡站的觀光航線。

## 規格與構造

### 船體
船體使用鋼製造，總長22.5公尺，模寬6.5公尺，模深2.35公尺，吃水1.5公尺，總噸位100公噸，最高航速9節，船體外觀整體以白色為基底，一樓甲板以下以水藍色塗裝，於船頭與船尾二樓甲板護欄外設有紅色船名「幸福」二字。

### 客艙
幸福輪一樓甲板主要是提供騎乘摩托車以及腳踏車的乘客搭乘使用，一共可載運52輛，二樓甲板為載客艙，可承載159名乘客。一樓甲板使用木板鋪設，屋頂設有吊環，提供乘客抓握，登船口設置於左舷，中間登船口設有甲板階梯，供乘客上下樓；二樓甲板設有駕駛艙、客艙以及觀景台，客艙地板鋪設黑白格子地板貼，座椅使用深綠色膠皮排椅，座椅底下配有救生衣，客艙與駕駛艙的隔板設有救生衣衣櫃，於駕駛艙門口旁設有AED，靠近駕駛艙的甲板階梯旁設有靠座區，靠椅以木條製；船尾設有半戶外觀景台，地板以綠色噴砂鋪面鋪設，裝設白色木條長椅，觀景台與客艙隔板設有救生衣衣櫃，屋頂設有吊環，提供乘客抓握。

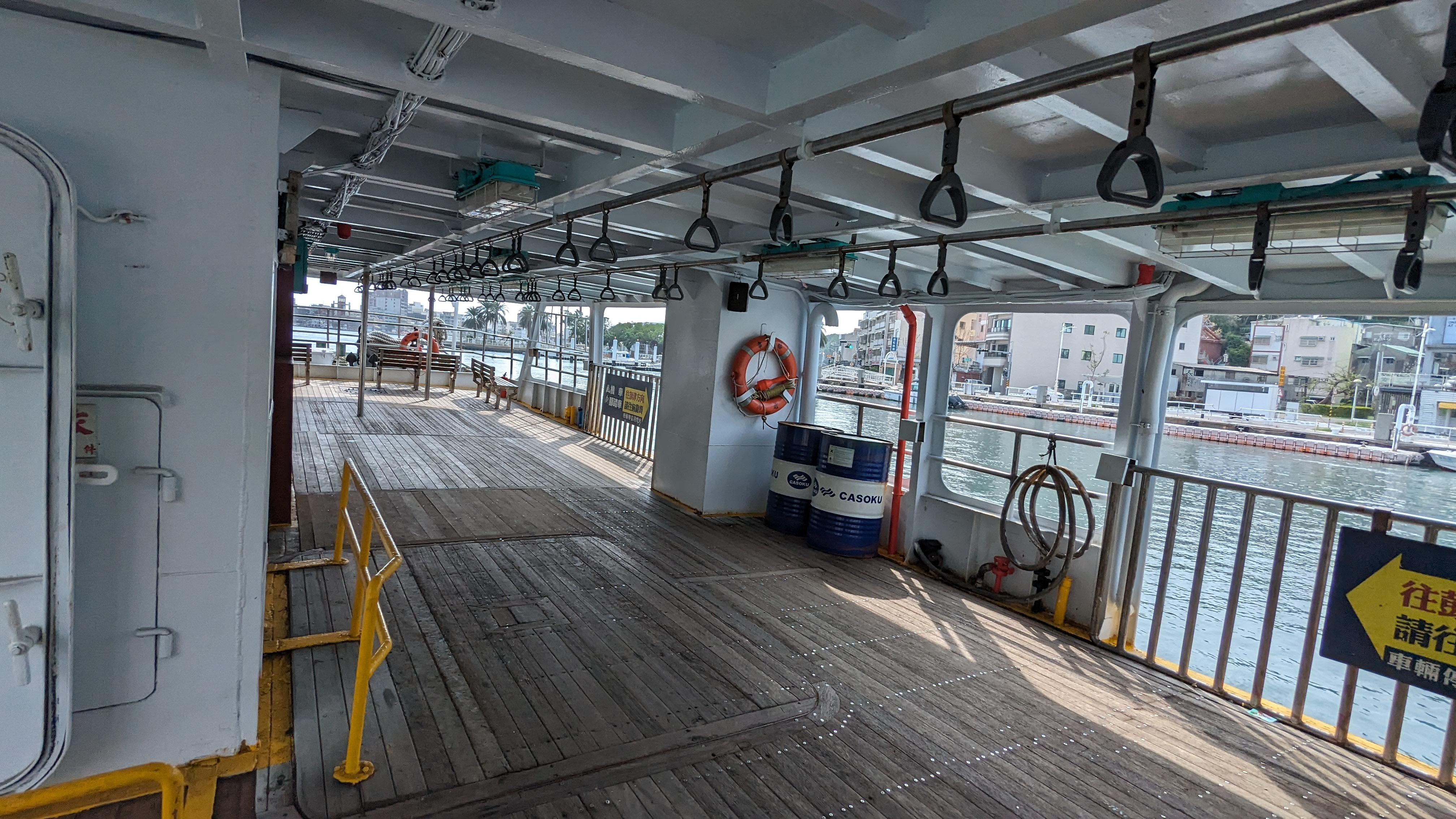
幸福輪一樓甲板車輛停放區
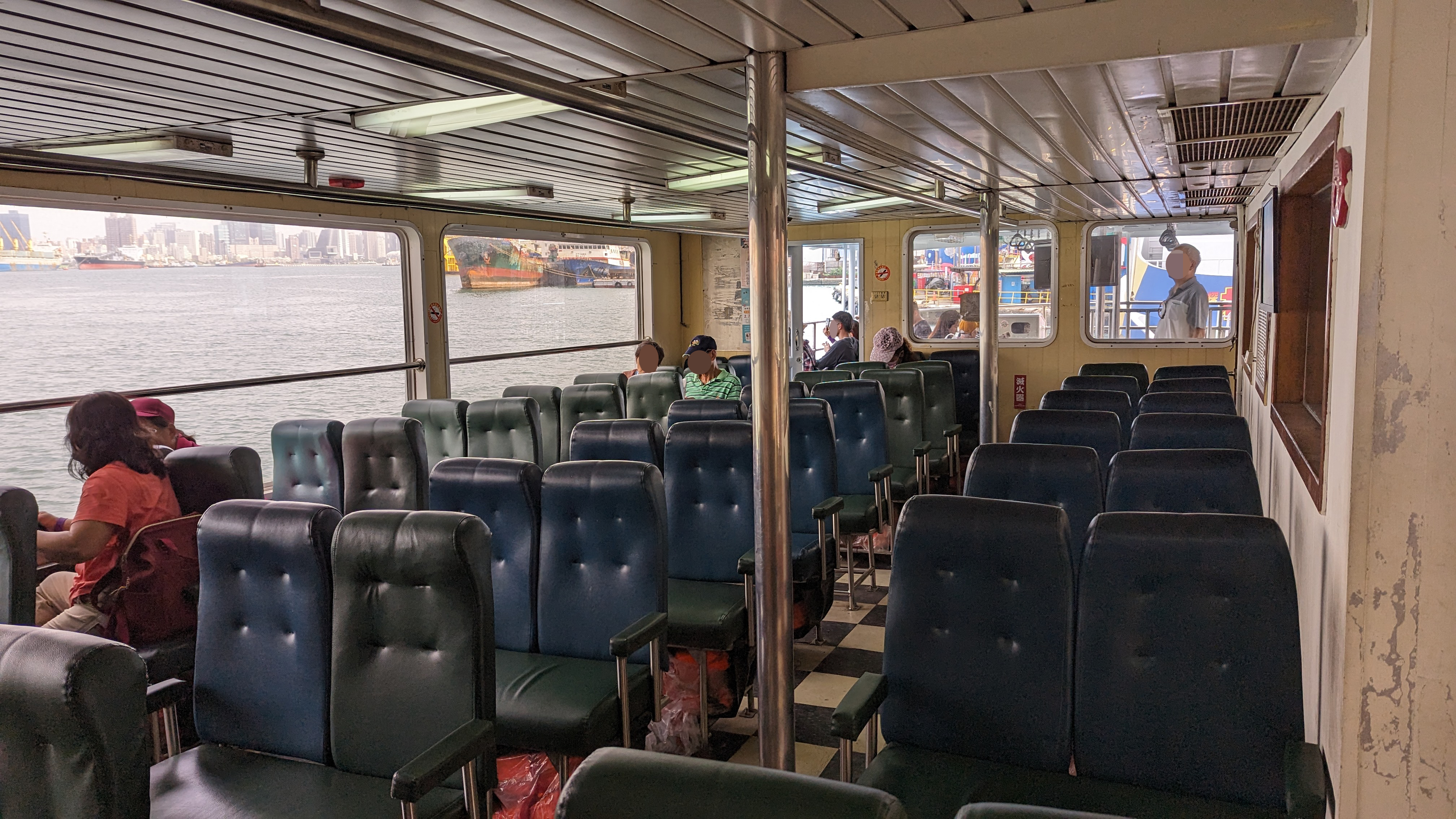
幸福輪二樓甲板客艙
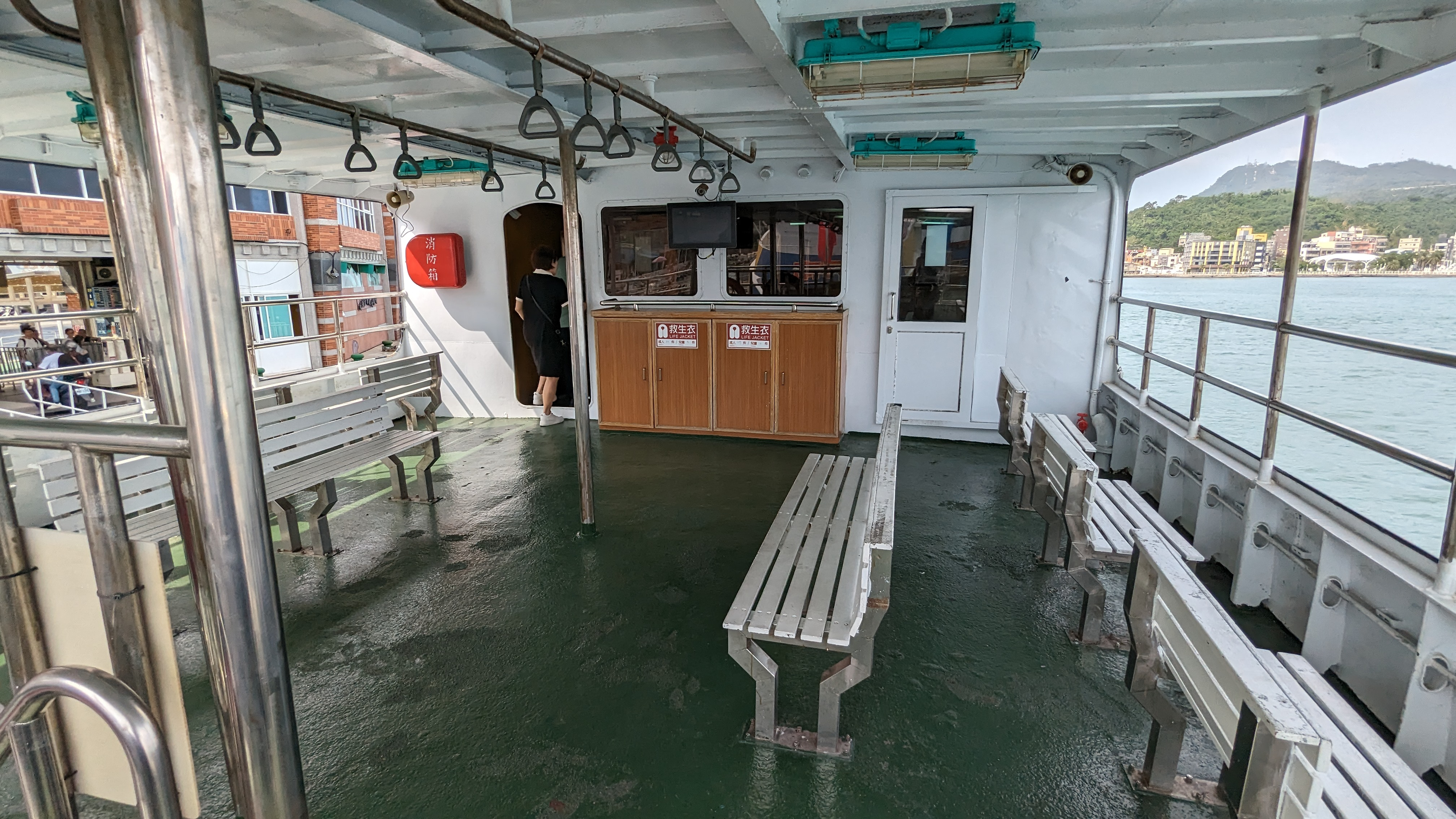
幸福輪二樓甲板觀景台
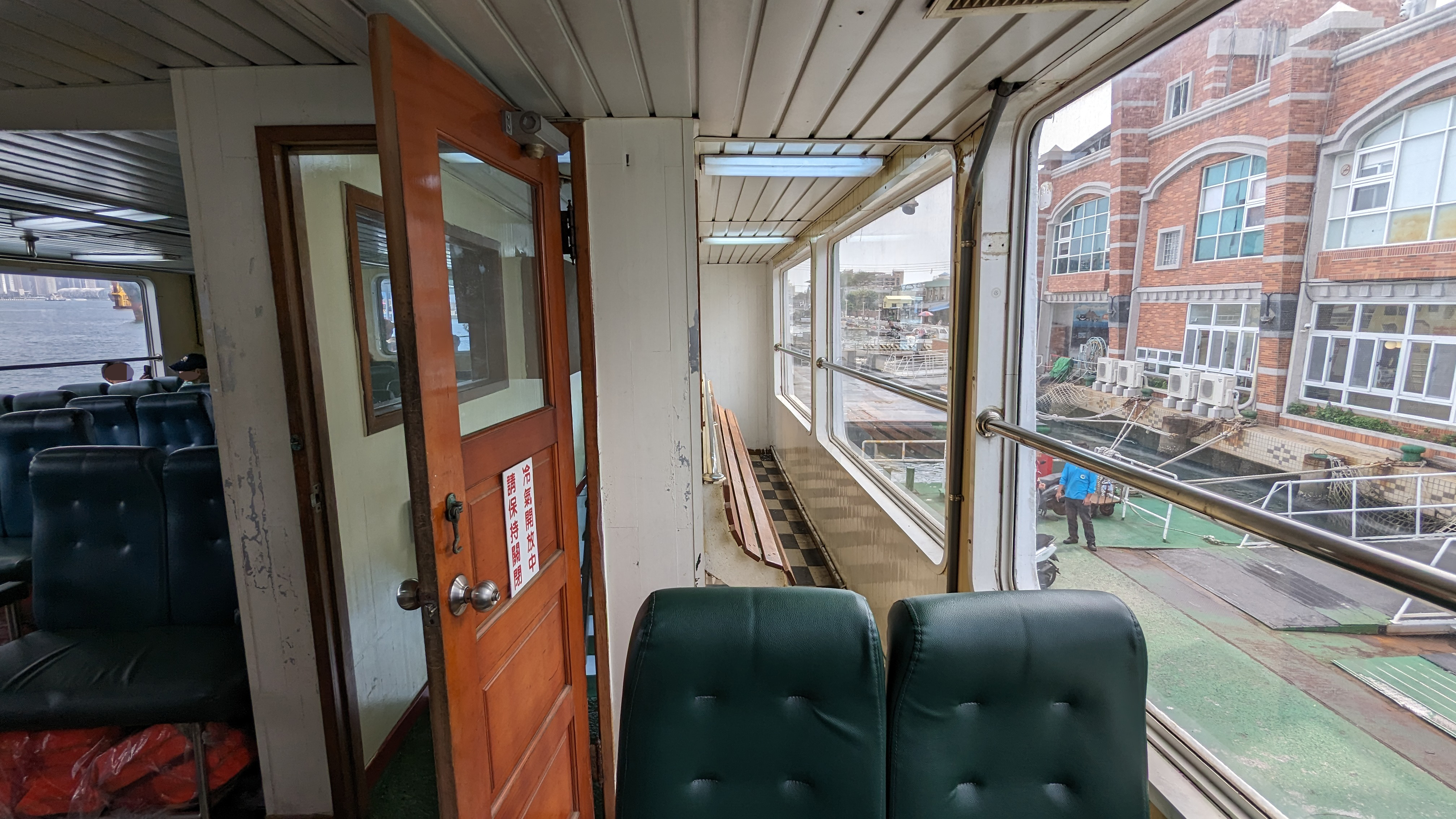
幸福輪二樓甲板靠座區
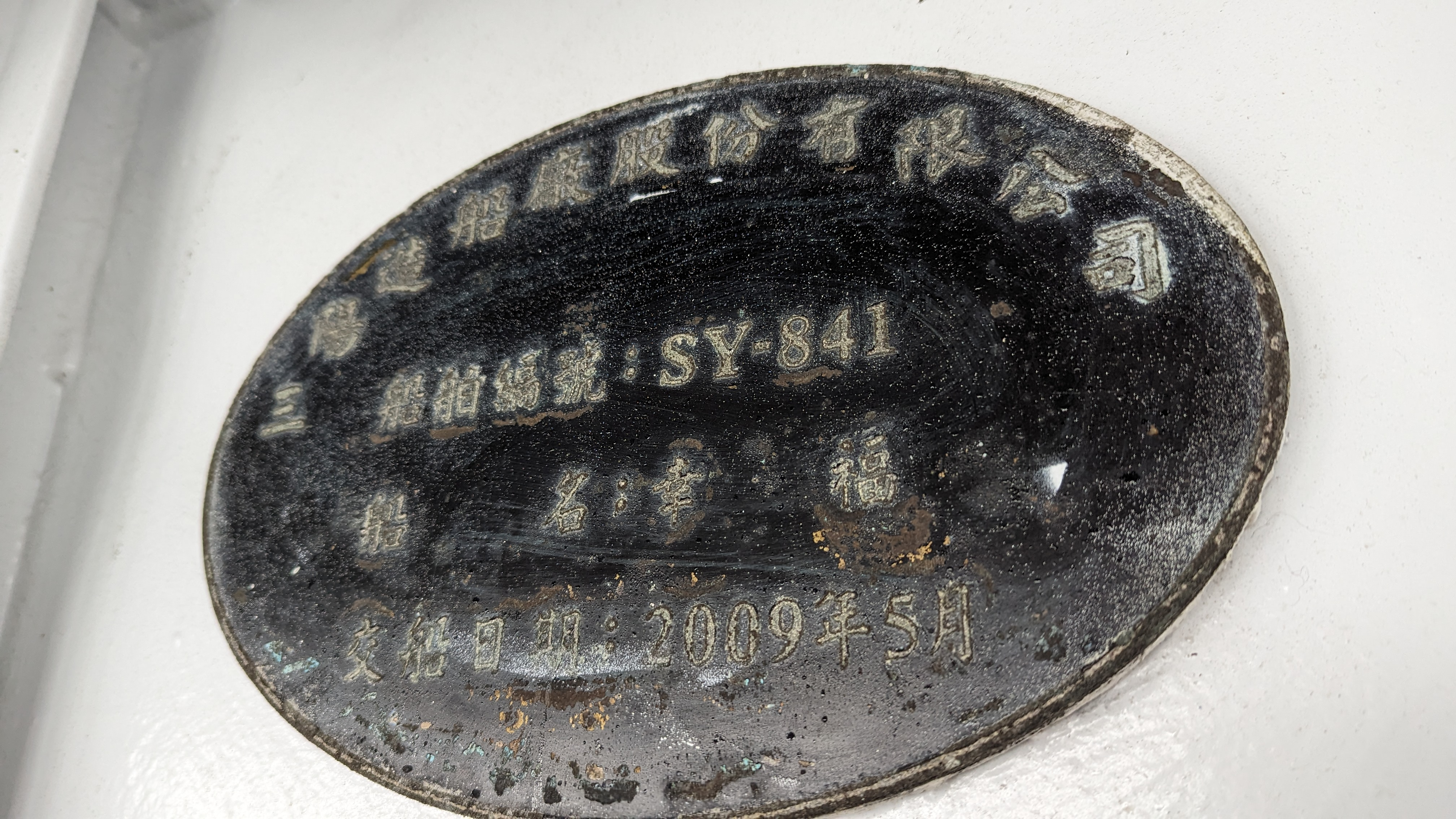
幸福輪三陽造船廠銘板

### 甲板階梯改造
2014年發生乘客因階梯陡峭滑倒，高雄市輪船公司避免再次發生相同事件，於2015年進行階梯改造，階梯斜度改小於45度角，增加階梯的粗糙度，同時改寬階梯寬度。